# 3e armée (Frankreich)
Die 3e armée (deutsch 3. Armee) war eine Armee des französischen Heeres, die im Ersten und Zweiten Weltkrieg kämpfte.

## Erster Weltkrieg
Die 3e armée war im Ersten Weltkrieg eine der fünf Armeen, die bei der Mobilmachung nach dem Plan XVII aufgestellt wurden. Sie verfügte zu dieser Zeit über drei aktive Armeekorps (IV., V. und VI.), eine Kavalleriedivision (7.) und ein Reservekorps mit drei Divisionen und wurde von General Pierre Ruffey befehligt. Das Reservekorps wurde Mitte August zur Armée de Lorraine unter Joseph Maunoury erweitert, das die rechte Flanke des Vormarschs der 3. Armee decken sollte.
Die Armee wurde, nachdem ihr am 20. August ein offensives Vorgehen in allgemeiner Richtung auf das südbelgische Arlon befohlen worden war, in der Schlacht bei Longwy (22. bis 26. August 1914, Teil der Grenzschlachten) von der deutschen 5. Armee des deutschen Kronprinzen besiegt und zum Zurückgehen hinter die Maas und auf die Festung Verdun gezwungen. Am 30. August ersetzte General Joffre Ruffey deshalb durch Maurice Sarrail, der sich Anfang September in der Schlacht in den Argonnen (Revigny, Sommaisne) bewähren konnte. Nach der Schlacht an der Marne hielt die Armee bis zum Frühjahr 1916 die Front in den Argonnen westlich von Verdun. Im Juli 1915 wurde Sarrail durch Georges Louis Humbert abgelöst, der die Armee bis zum Waffenstillstand führte.
Während der Schlacht an der Somme 1916 stellte die Armee zunächst die französische Reserve und griff ab September in die Kämpfe ein. Im Frühjahr 1917 führte sie Ablenkungsangriffe nördlich von Soissons während der Schlacht an der Aisne durch. Im Winter 1917/18 wurde die Armee der Reserve zugeteilt, während die britische 5. Armee ihren Frontsektor übernahm. Als Folge der deutschen Frühjahrsoffensive 1918 wurde die Armee wieder zur Verteidigung des Sektors zwischen Noyon und Montdidier nördlich der Oise herangezogen. Im Zuge der Hunderttageoffensive ging sie nördlich und östlich von Noyon vor.

## Zweiter Weltkrieg
Im Zweiten Weltkrieg wurde die 3. Armee im September 1939 zur Verteidigung der Maginot-Linie im Bereich Luxemburgs und der Saar unter General Charles-Marie Condé aufgestellt. Sie war Teil der 2. Heeresgruppe unter André-Gaston Prételat und verfügte über vier Armeekorps sowie mehrere unabhängige Divisionen und Panzerbataillone.
Unter dem Kommando von General Condé wurde ihre Front durch die Verlegung der 4. Armee in die Aisne erweitert und im Juni von der Operation „Tiger“ heimgesucht. In Lothringen wurde sie von Guderian, der in Richtung Schweiz marschierte, eingekesselt und zur Kapitulation gezwungen, obwohl die befestigten Anlagen bis Juli Widerstand leisteten. Nach dem Waffenstillstand wurde sie aufgelöst.

### Zusammensetzung am 10. Mai 1940

#### Panzerbataillonsgruppe 511
- 5. Kampfpanzerbataillon (Renault R 35)
- 12. Kampfpanzerbataillon (R 35)

#### Panzerbataillonsgruppe 513
- 29. Kampfpanzerbataillon (FT 17)
- 51. Kampfpanzerbataillon (Char 2C)

#### Panzerbataillonsgruppe 520
- 23. Kampfpanzerbataillon (R 35)
- 30. Kampfpanzerbataillon (FT 17)

#### Gruppe der Panzerbataillone 532
- 43. Kampfpanzerbataillon (R 35)

#### Kavallerie und Infanterie
- 3. leichte Kavalleriedivision
- 1. Spahi-Brigade
- 6. Infanteriedivision
- 7. Infanteriedivision
- 8. Infanteriedivision
- 6. koloniale Infanteriedivision
- 6. nordafrikanische Infanteriedivision

#### Kolonial-Armeekorps

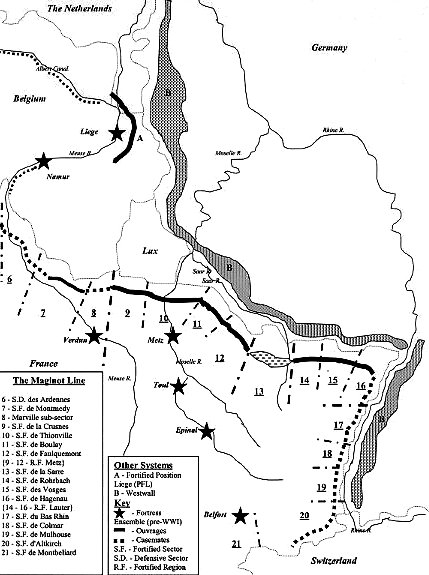
Maginot-Linie im Elsass

- 2. Infanteriedivision
- 51st Highland Division
- 56. Infanteriedivision
- Festungssektor von Thionville

#### 6. Armeekorps
- 26. Infanteriedivision
- 42. Infanteriedivision
- Festungsektor von Bouley

#### 24. Armeekorps
- 51. Infanteriedivision

#### 42. Armeekorps Festungsabschnitt
- 20. Infanteriedivision
- 58. Infanteriedivision